# Paulie, le perroquet qui parlait trop
Pour plus de détails, voir Fiche technique et Distribution.
Paulie, le perroquet qui parlait trop ou Paulie au Québec (Paulie) est un film américain de John Roberts, produit en 1997 et sorti en 1998.

## Synopsis
Ce film raconte l'odyssée de Paulie, un perroquet vert dont le ramage n'a d'égal que le plumage.
Non seulement Paulie imite le langage humain, mais il le parle en le comprenant. C'est ainsi qu'il devient l'ami et le confident de Marie, fillette handicapée par un pénible bégaiement. Les parents de Marie, inquiets de voir leur fille s'amouracher d'un oiseau, revendent Paulie à un prêteur sur gages.
C'est ainsi que Paulie va passer de main en main et vivre de drôles d'aventures sans cesser de penser à Marie qu'il finira par retrouver.

## Fiche technique
Sauf indication contraire, les informations mentionnées dans cette section peuvent être confirmées par les bases de données cinématographiques IMDb et Allociné,  présentes dans la section « Liens externes ».
- Titre original : Paulie
- Titre français : Paulie, le perroquet qui parlait trop
- Réalisation : John Roberts
- Scénario : Laurie Craig
- Musique : John Debney
- Direction artistique : Thomas T. Taylor
- Décors : Denise Pizzini et J. Dennis Washington
- Costumes : Mary Zophres
- Photographie : Tony Pierce-Roberts
- Son : Don Digirolamo, David E. Fluhr, David Hankins, Adam Jenkins
- Montage : Bruce Cannon
- Production : Mark Gordon, Gary Levinsohn et Allison Lyon Segan
  - Production déléguée : Ginny Nugent
  - Coproduction : Michele Weisler
- Sociétés de production : DreamWorks Pictures, H2L Media Group et Mutual Film Company
- Sociétés de distribution : DreamWorks Pictures (États-Unis) ; United International Pictures (France, Suisse romande)
- Budget : 23 millions de $[2]
- Pays de production :  États-Unis
- Langues originales : anglais, espagnol
- Format : couleur (Technicolor) — 35 mm — 1,85:1 (Panavision) — son DTS / Dolby Digital / SDDS
- Genre : aventure, comédie, drame
- Durée : 91 minutes
- Dates de sortie[3] :
  - États-Unis : 17 avril 1998
  - France, Belgique : 29 juillet 1998[1],[4]
  - Suisse romande : 2 octobre 1998[5]
- Classification :
  - États-Unis : certaines scènes ou propos sont susceptibles de heurter la sensibilité des plus jeunes - accord parental souhaitable (PG - Parental Guidance Suggested)[N 1]
  - France : tous publics (conseillé à partir de 8 ans)[1],[6]
  - Belgique : tous publics (Alle Leeftijden)[4]
  - Suisse romande : interdit aux moins de 7 ans[7]

## Distribution
- Hallie Kate Eisenberg : Marie Alweather (enfant)
- Gena Rowlands (VF : Martine Messager) : Ivy
- Tony Shalhoub (VF : Alexandre Arbatt) : Misha Vilyenkov
- Cheech Marin : Ignacio
- Matt Craven : Warren Alweather
- Laura Harrington (VF : Juliette Degenne) : Lila Alweather
- Trini Alvarado : Marie Alweather (adulte)
- Bruce Davison : Dr. Reingold
- Jay Mohr (VF : Nicolas Marié) : Benny
- Buddy Hackett : Artie
- Tia Texada : Ruby
- Bill Cobbs : Virgil the Janitor
- Jay Mohr (VF : Nicolas Marié) : voix de Paulie
- Tia Texada : voix de Lupe

## Distinctions

### Récompenses

#### 1998
- Festival du film de Giffoni : Griffon de bronze pour John Roberts

#### 1999
- BAFTA Awards : meilleur long métrage pour enfants pour Mark Gordon, Gary Levinsohn, John Roberts et Allison Lyon Segan

### Nominations

#### 1998
- International Film Music Critics Award : meilleure musique originale pour un film comique pour John Debney
- YoungStar Awards : meilleure performance d'une jeune actrice dans un film de comédie pour Hallie Eisenberg

#### 1999
- ALMA Awards :
  - Meilleur acteur dans un long métrage pour Cheech Marin
  - Meilleure actrice dans un long métrage dans un rôle croisé pour Trini Alvarado
- Young Artist Awards :
  - Meilleur film de comédie
  - Meilleure jeune actrice âgée au maximum de 10 ans ou moins dans un film pour Hallie Eisenberg

## Éditions en vidéo
En France, le film Paulie, le perroquet qui parlait trop est sorti en DVD le 22 mai 2001. Par la suite, le film est ressorti en DVD le 1er août 2006, puis en VOD le 20 mai 2020.

## Commentaire
- Dans le film, on peut apercevoir Bennie et Paulie en train de regarder le film d'Alfred Hitchcock Les Oiseaux à la télévision.